# Лупейко Віктор Юхимович
Ві́ктор Юхи́мович Лупейко (7 лютого 1929, с. Рубці Краснолиманського району Донецької області — 30 листопада 2010) — український письменник, поет. Заслужений вчитель України, лауреат Премії Василя Юхимовича, член Київської обласної організації НСПУ (з 1996).
Народився 7 лютого 1929 року в с. Рубці Краснолиманського району Донецької області у селянській сім'ї. Батько — Юхим Іларіонович згодом вивчився на сільського вчителя, мати — Антоніна Григорівна була переважно господаркою, виховувала кількох дітей.

## Освіта
У 1937—1941 роках навчався у початковій школі. У 1949 році закінчив Червонооскільську середню школу (Ізюмський район, Харківщина).
Навчався в Станіславському педінституті, історико-філологічний факультет якого закінчив у 1958 році.

## Кар'єра
У воєнні роки не відвідував школу — працював у колгоспі на різних роботах.
У 1949—1953 роках перебував на військовій службі в Радянській Армії.
Працював у школах Прикарпаття та Буковини, а також перебував на журналістській роботі.
З 1964 року проживав у селищі Пісківка Бородянського району Київської області.
До виходу на пенсію вчителював у Тетерівській середній школі, викладав рідну мову та літературу.
Помер раптово, буквально на ходу, поспішаючи на чергову зустріч з читачами. Помер 30 листопада 2010 року перед лекцією для студентів Національного педагогічного університету імені Миколи Драгоманова від серцевого нападу. Похований у смт. Пісківка.

## Творчість
Упродовж кількох десятиліть Віктор Лупейко виступав у періодиці на педагогічні, літературознавчі та політологічні теми. Його матеріали були надруковані, окрім райгазети, у «Київській правді», «Радянській Україні», «Культурі і житті». «Радянській Буковині», «Советской культуре», (Москва), «Радянській освіті», «Вільній думці» (Австралія), «Свободі» США, в газетах Литви, Азербайджану, Грузії, в журналах «Дніпро», «Ленинград» Росія, альманахах тощо.
Особливо варто відзначити багаторічне співробітництво Віктора Лупейка із тижневиком «Освіта» та газетою «Народна армія», де були вміщені десятки вагомих матеріалів письменника за останні 15 років. Ці політологічні публікації і нині використовуються у школах та військових частинах вчителями та офіцерами-гуманітаріями.
У 1961 р. у Чернівцях вийшла друком поетична колективна збірка «Людина до сонця іде», де було вміщено десять поезій Віктора Лупейка. 1986 р. у київському видавництві «Радянський письменник» побачила світ збірка «Ніжний кремінь», де було опубліковано понад 60 віршів письменника. У київському видавництві «Хрещатик» 1992 року було видано поетичну збірку письменника «Осягнення сущого». 1996 рік теж приніс письменнику творчий успіх: у видавництві «Школяр» (Київ) вийшла книжка поезії та прози «Сиве кування зозулі». У наступні роки вийшли друком такі політологічні книжки Віктора Лупейка: «Кайдашизм, або Доки ж будемо самоїдами?» 1998, «У світі українських інтелектуалів» (2004), «Світочі і лжепророки» (2004).
Згадані три книжки рекомендовані Міністерством освіти і науки України як навчальні посібники для викладачів та студентів історичних спеціальностей. 2004 року письменник був удостоєний звання лауреата Київської обласної літературної премії імені Григорія Косинки.
У 2007 році Віктор Лупейко видав книжку художньої прози «На крутих роздоріжжях». Ця праця письменника теж була відзначена престижною літературною премією «Благовіст» (2008). У лютому 2009 року виходить друком нова політологічна книжка письменника «Витязі української духовності». Ця праця теж рекомендована Міністерством освіти і науки України як навчальний посібник для викладачів та студентів вищих навчальних закладів, вчителів, воїнів Українського війська та читачів інших категорій.
10 жовтня 2009 року на Всеукраїнському літературно-мистецькому святі «Просто на Покрову» Віктор Лупейко став лауреатом Літературної премії імені Василя Юхимовича.

## Твори
Збірки поезій і прози:
- «Людина до сонця іде» (1961),
- «Ніжний кремінь» (1986),
- «Осягнення сущого» (1992)
- «Сиве кування зозулі» (1996)
- «Кайдашизм, або Доки ж будемо самоїдами?» (1998)
- «У світі українських інтелектуалів» (2004)
- «Світочі і лжепророки» (2004)
- «На крутих роздоріжжях» (2007)
- «Витязі української духовності» (2009)

## Відзнаки
1977 року Віктор Юхимович був нагороджений значком «Відмінник народної освіти УРСР», у 1981 році удостоєний звання «Заслужений вчитель УРСР». За багаторічну сумлінну працю відзначений багатьма грамотами та подяками, нагороджений Президентською медаллю «За працю і звитягу» 2005 року, кількома ювілейними медалями як учасник Другої світової війни, а також Почесною відзнакою Національної Спілки письменників України 2004 року.